# کایسا کرهونن
کایسا کرهونن (انگلیسی: Kaisa Korhonen؛ زادهٔ ۲۰ ژوئیهٔ ۱۹۴۱) کارگردان نمایش، بازیگر، خواننده، نمایشنامه‌نویس، و نویسنده اهل فنلاند است.
وی همچنین برندهٔ جوایزی همچون جایزه اینو لینو شده‌است.